# XI edició dels Premis Ariel
La XI edició dels Premis Ariel, organitzada per l'Acadèmia Mexicana d'Arts i Ciències Cinematogràfiques (AMACC), es va celebrar el 1956 per celebrar el millor del cinema durant l’any anterior

## Premis i nominacions[1]
Nota: Els guanyadors estan llistats primer i destacats en negreta.⭐
| Millor pel·lícula - Robinson Crusoe – Producciones Tepeyac ⭐ - Ensayo de un crimen – Alianza Cinematográfica - Una mujer en la calle- Cinematográfica Latina  | Millor direcció - Luis Buñuel -Robinson Crusoe⭐ - Luis Buñuel – Ensayo de un crimen - Alejandro B. Crevenna – Una mujer en la calle                                     |
| Millor actor - Pedro Infante – La vida no vale nada ⭐ - Ernesto Alonso – Ensayo de un crimen - David Silva – Espaldas mojadas                                 | Millor actriu - Prudencia Grifell – Una mujer en la calle ⭐ - Marga López – Después de la tormenta - Silvia Pinal – Un extraño en la escalera                           |
| Millor coactuació masculina - Jaime Fernández – Robinson Crusoe ⭐ - Arturo Martínez – El Siete Leguas - Jorge Martínez de Hoyos – El túnel 6                  | Millor coactuació femenina - Blanca Estela Castejón – Escuela de vagabundos ⭐ - Rita Macedo – Ensayo de un crimen - Amparo Villegas – Una mujer en la calle             |
| Millor actor de repartiment - Eulalio González – Espaldas mojadas ⭐ - José Luis Jiménez – Después de la tormenta - Raúl Ramírez – Una mujer en la calle       | Millor actriu de repartiment - Carolina Barret – Espaldas mojadas ⭐ - Magda Guzmán – La vida no vale nada - Leonor Llausas – Una mujer en la calle                      |
| Millor argument original - Alejandro Galindo – Espaldas mojadas⭐ - Valentín Gazcón – Fugitivos: Pueblo de proscritos - Edmundo Báez, Julián Sole – La mujer X | Millor guió adaptat - Luis Buñuel – Robinson Crusoe ⭐ - Eduardo Ugarte, Luis Buñuel – Ensayo de un crimen - Edmundo Báez, Francisco Marín Cañas – Una mujer en la calle |
| Millor fotografia - Agustín Jiménez – Ensayo de un crimen ⭐ - Raúl Martínez Solares – El río y la muerte - Alex Phillips – Robinson Crusoe                    | Millor edició - Carlos Savage – Robinson Crusoe ⭐ - Jorge Bustos – Ensayo de un crimen - Alfredo Rosas Priego – Una mujer en la calle                                   |
| Millor escenografia - Edward Fitzgerald – Robinson Crusoe ⭐ - Ramón Rodríguez Granada – El túnel 6 - Edward Fitzgerald – Una mujer en la calle                | Millor música de fons - Raúl Lavista– El río y la muerte ⭐ - Manuel Esperón – Amor en cuatro tiempos - Jorge Pérez – El túnel 6                                         |
| Millor so - Manuel Topete – Después de la tormenta ⭐ - Jorge Pérez – El río y la muerte - Luis Fernández – María la voz                                       | Millor actuació infantil - José Romay – Después de la tormenta ⭐ - Jaime González Quiñones – El pueblo sin Dios - Rafael Banquells Jr – Ensayo de un crimen             |
| Millor actuació juvenil - Anabelle Gutiérrez – Escuela de vagabundos ⭐ - Alfonso Mejía – El túnel 6 - Alejandro Parodi – La mujer X                           | Pel·lícula de major interès nacional - Espadas mojadas – Alejandro Galindo ⭐                                                                                            |

## Premis i nominacions múltiples
| Pel·lícula                      | Nominacions | Premis |
| ------------------------------- | ----------- | ------ |
| Robinson Crusoe                 | 1           | 6      |
| Ensayo de un crimen             | 7           | 1      |
| Una mujer en la calle           | 8           | 1      |
| La vida no vale nada            | 1           | 1      |
| Espadas mojadas                 | 1           | 4      |
| Después de la tormenta          | 1           | 2      |
| Un extraño en la escalera       | 1           | 0      |
| Escuela de vagabundos           | 0           | 2      |
| El Siete Leguas                 | 1           | 0      |
| El túnel 6                      | 5           | 0      |
| Fugitivos: Pueblo de proscritos | 1           | 0      |
| La mujer X                      | 2           | 0      |
| El río y la muerte              | 1           | 1      |
| Amor en cuatro tiempos          | 1           | 0      |
| María la voz                    | 1           | 0      |
| El pueblo sin Dios              | 1           | 0      |